# Безталанна
«Безталанна» — психологічна драма українського письменника Івана Карпенка-Карого.
В основі твору — мелодраматичний трикутник: сміливої вдачі, гарний, запальний Гнат, під стать йому палка, весела Варка — перше Гнатове кохання, і Софія — ніжна, тиха і щира. Через чужий жарт Гнат одружується з Софією на зло Варці. Але потім він згадує перше кохання, що призводить до трагічної розв'язки.

## Історія створення
Психологічну драму «Безталанна» Іван Карпенко-Карий написав у 1886 році. У першій редакції (1884) цей твір мав назву «Хто винен?». Прямої відповіді на поставлене питання автор не дає. У листі до Михайла Старицького він писав: «Я взяв життя. А в житті не завжди драма розігрується за такими законами логіки, щоб не залишилося місця для запитання: „Хто винен?“». Драму «Безталанна» було опубліковано в другому томі творів І. К. Карпенка-Карого (1897).
Друга назва п'єси — «Безталання», бо безталанна тут не лише Софія, але й усі основні герої. Також друкувалася під назвою «Чарівниця».

## Дійові особи
- Гнат — парубок.
- Софія — молода дівчина, потім дружина Гната.
- Іван — старий чоловік, батько Софії.
- Ганна — мати Гната, вдова.
- Варка — дівчина, потім дружина Степана.
- Параска — дівчина.
- Омелько, Дем'ян, Степан — парубки.
- Явдоха — хазяйка на вечорницях.
- Парубки, дівчата, старости та музики.

## Сюжет
На вечорницях парубок Дем'ян розповідає, що бачив Варку в обіймах Омелька. Це обурює Гната, який кохає Варку. Дем'ян радить йому зустрічатися з Софією, що любить Гната. Явдоха, розпорядниця вечорниць, не хоче їх проводити через заборону від старшини Вороного (він вважає, що молодь спалила його сіно). Гнат починає демонстративно залицятися до Софії перед Варкою. Тоді Варка чіпляється до Омелька, щоб дошкулити йому. Коли приходить старшина, хлопці й дівчата покидають вечорниці. В хаті лишаються Варка і Степан. Хитрістю дівчина дізнається, що Степан кохає її та освідчується йому в коханні теж, але тільки, щоб помститися Гнату. Степан обіцяє одружитися з нею.
Омелько дізнається від Дем'яна про намір Степана одружитися з Варкою. Виявляється, що Дем'ян жартома все перебільшив: Варка не хотіла обіймів Омелька і відштовхнула його. Тоді Омелько та Дем'ян вирішують розповісти правду Гнату. В той час Гнат приходить до Варки і не застає її вдома. Він підозрює, що дівчина на побаченні з Омельком. Варка водночас думає, що Гнат із Софією. Вона вирішує вийти за Степана на зло зрадливому хлопцю. Місцеві дівчата хочуть осміяти Степана, бо він бідний наймит. На загальний подив Варка приймає сватання Степана.
Минає декілька місяців. Незадовго після весілля Степана забрали в солдати, а Софія щасливо живе в шлюбі з Гнатом і чекає народження дитини. Гнат проте згадує Варку, чий характер йому ближчий. Батько Софії, Іван, повертається з міста доживати вік у селі. Він бачить смуток Гната й вирішує повести його до знахаря Цимбала. Дорогою від знахаря Гнат зустрічає Варку та гостює в неї.
Софія свариться з Ганною, матір'ю Гната. Той іде з дому в шинок. Іван винить Ганну, що вона занедбала господарство і дала поганий приклад Софії. Сусідка приходить до Софії та розповідає, що Гнат часто буває в Варки. Коли Варка приходить до неї, Софія намагається її вигнати. Гнат повертається з шинку п'яний. Піддавшись намові матері, він накидається на Софію з палицею та вбиває її. Іван оплакує дочку, Гнат отямлюється, але вже не може нічого змінити.

## Постановки
Вперше «Безталанна» ставилася театральними трупами Марка Кропивницького, Михайла Старицького і Миколи Садовського до 1894 року. Драма багато разів ставилася в Товаристві малоросійських артистів 1890—1909 років — 142 покази. Зокрема роллю Ганни прославилася Ганна Борисоглібська та Нонна Копержинська, роллю Гната — Лесь Курбас, Іван Мар'яненко, Варки — Марія Садовська-Барілотті, Софії — Марія Заньковецька.
Гнат Юра ставив «Безталанну» в 1930-і, повертаючись до класичного прочитання сюжету на противагу вільним трактуванням драм у 1920-і.
У 1980-і Дмитро Богомазов у постановці «Безталанної» під назвою «Чарівниця» у Київському академічному театрі драми і комедії створив оригінальну виставу, максимально наближену до проблематики тодішнього часу. Традиційна українська мелодрама була вирішена у жанрі трагікомедії. Анатолій Літко в постановці 1983 року зберіг сюжет Карпенка-Карого, але декораціями зобразив простір внутрішнього духовного життя героїв. Драму в 1980-і ставив також Федір Стригун.
Постановки XXI ст. тяжіють до осучаснення класичного сюжету. Якщо режисерка Наталія Тімошкіна прагнула осучаснити твір за допомогою акторської гри, світла, музики та сценографії, то Іван Уривський переніс дію драми в умовно сучасний час і прибрав трагічний фінал, зробивши з соціально-побутової драми екзистенційну.

## Адаптації
- «Безталанна» (1954) — радіовистава[15].
- «Безталанна» (1966) — телевистава[16].